# Алфа Ромео 8Ц 2300
Алфа Ромео 8Ц 2300 е италиански спортен автомобил, произведен от Алфа Ромео в периода 1931 – 1939 г. 8Ц 2300 е произвеждан в завода на компанията в Портело, Милано. Името „2300“ в колата е позоваване на 2,3-литровия двигател с осем цилиндъра, който е бил скрит под дългия капак. 8C е построен в няколко различни серии през първите години от производството си. Автомобилът е произведен като луксозно купе, и няколко бройки като спортни автомобили. Алфа Ромео 8Ц 2300 печели голямата награда на Италия през 1931 г. в Монца. Алфа Ромео 8C 2300 дебютира в надпреварата в Миле Миля през 1931 г. (11 – 12 април), но без спечелени челни места. По-късно моделът постига успехи на Тарга Флорио с Тазио Нуволари. Пролетта на 1932 г. продължава да носи значителни победи на състезателя Бишионе. През април Баконин Борцакини (за волана на спортен екземпляр) печели първата Миле Миля, през май състезателя Нуволари печели втория си Тарга Флорио и през юни френският пилот Реймон Сомер и италианецът Луиджи Чинети се изкачват на подиума на Льо Ман.
От модела са произведени 188 броя.

## Галерия
- 1931 Алфа Ромео 8Ц 2300
- Алфа Ромео 8Ц 2300 на Миле миля
- 1934 Алфа Ромео 8Ц 2300
- Алфа Ромео 8Ц 2300 Спайдер Корса
- Интериор